# Ђурађ Богутовић
Ђурађ Богутовић (1370–1399) је средњевековни српски племић. Родоначелник је куће Петровић-Његош и племена Његуша.

## Живот
Ђурађев отац, „Богут“ или „Богута“, сматра се најстаријим познатим родоначелником куће Петровић-Његоша – митрополита и некада владарског рода Црне Горе. Богут је био жив у време битке код Велбужда (1330) и изградње манастира Високи Дечани, а можда и до 1340-их. Према предању, а наводе га неки историчари, преци породице Петровић су се у Мужевице населили крајем 14. века, из Босне, из околине Зенице или Травника.[3] Могуће је да се Богут у то време са сином доселио у Дробњаце.
Ђурађ или неки од његових синова били су у пратњи Марка Драге, имућног српског племића који је служио српском господару Вуку Бранковићу (1345-1397), па се верује да су као такви служили и Вуку. Ђурађ и његових пет синова „од Дробњаца“ помињу се у документу од 1. марта 1399. године, у којем су дали неколико предмета у оставу Дапка Василијева, имућног которанског племића.

## Породица
Ђурађ Богутовић је имао пет синова (са потомцима):
- Вукац (у. 1399)
- Радин (у. 1399)
- Херак (у. 1399)
- Херак (у. април 1441), родоначелник Хераковића и Петровића (Хераковић-Поповић) у Његушима.
- Прибил (у. 1399)
- Рајко или Рајич, предак Рајичевића на Његушима
- Остоја (у. 1399)[4]